# フォッグ美術館
フォッグ美術館（フォッグびじゅつかん、Fogg Art Museum）は、アメリカ合衆国のマサチューセッツ州ケンブリッジにあるハーバード大学に付属する美術館。
実業家ウィリアム・ヘイズ・フォッグのコレクションを基に1895年に開設。
その後、グレンヴィル・リンドール・ウィンスロップ(1864年-1943年)のコレクションが加わった。印象派、後期印象派、ラファエロ前派、ピカソのコレクションが充実している。

## 主な収蔵作品

### フランス絵画
- ドミニク・アングル『ラファエロとラ・フォルナリーナ』（1814年頃）
- ドミニク・アングル『奴隷のいるオダリスク』（1839年-1840年）
- ドミニク・アングル『黄金時代』（1862年）
- テオドール・ジェリコー『牛の市』（1817年）
- ウジェーヌ・ドラクロワ『ギリシア騎兵に降伏するトルコ人』（1856年）
- テオドール・シャッセリオー『仲間の死体を運ぶアラブの騎兵たち』（1850年）
- テオドール・シャッセリオー『アラブの騎兵の戦い』（1855年）
- ギュスターヴ・モロー『若者と死』（1856年-1865年）
- ギュスターヴ・モロー『聖セバスティアヌスと天使』（1876年）
- ギュスターヴ・モロー『出現』（1876年）
- ギュスターヴ・モロー『ヤコブと天使』（1878年）
- フィンセント・ファン・ゴッホ『坊主としての自画像』（1888年）

### イギリス絵画
- ウィリアム・ブレイク『復活』（1805年頃）
- ウィリアム・ブレイク『叱責される悪魔：モーセの埋葬』（1805年頃）
- ウィリアム・ブレイク『神の怒りから逃れるカイン』（1808年-1809年）
- エドワード・バーン＝ジョーンズ『天地創造の日々』（1870年-1876年）
- エドワード・バーン＝ジョーンズ『パーンとプシュケ』（1872年-1874年）
- ジョージ・フレデリック・ワッツ『サー・ガラハッド』（1862年）
- ジョージ・フレデリック・ワッツ『アリアドネ』（1890年）
- ダンテ・ゲイブリエル・ロセッティ『アウレア・カテナ（黄金の鎖）』（1868年）
- ダンテ・ゲイブリエル・ロセッティ『ベアータ・ベアトリックス』（1871年）
- ダンテ・ゲイブリエル・ロセッティ『海の呪文』（1875年-1877年）
- ダンテ・ゲイブリエル・ロセッティ『祝福されし乙女』（1875年-1878年）
- ダンテ・ゲイブリエル・ロセッティ『ラ・ドンナ・デッラ・フィネストタ（窓辺の淑女）』（1879年）

## ギャラリー

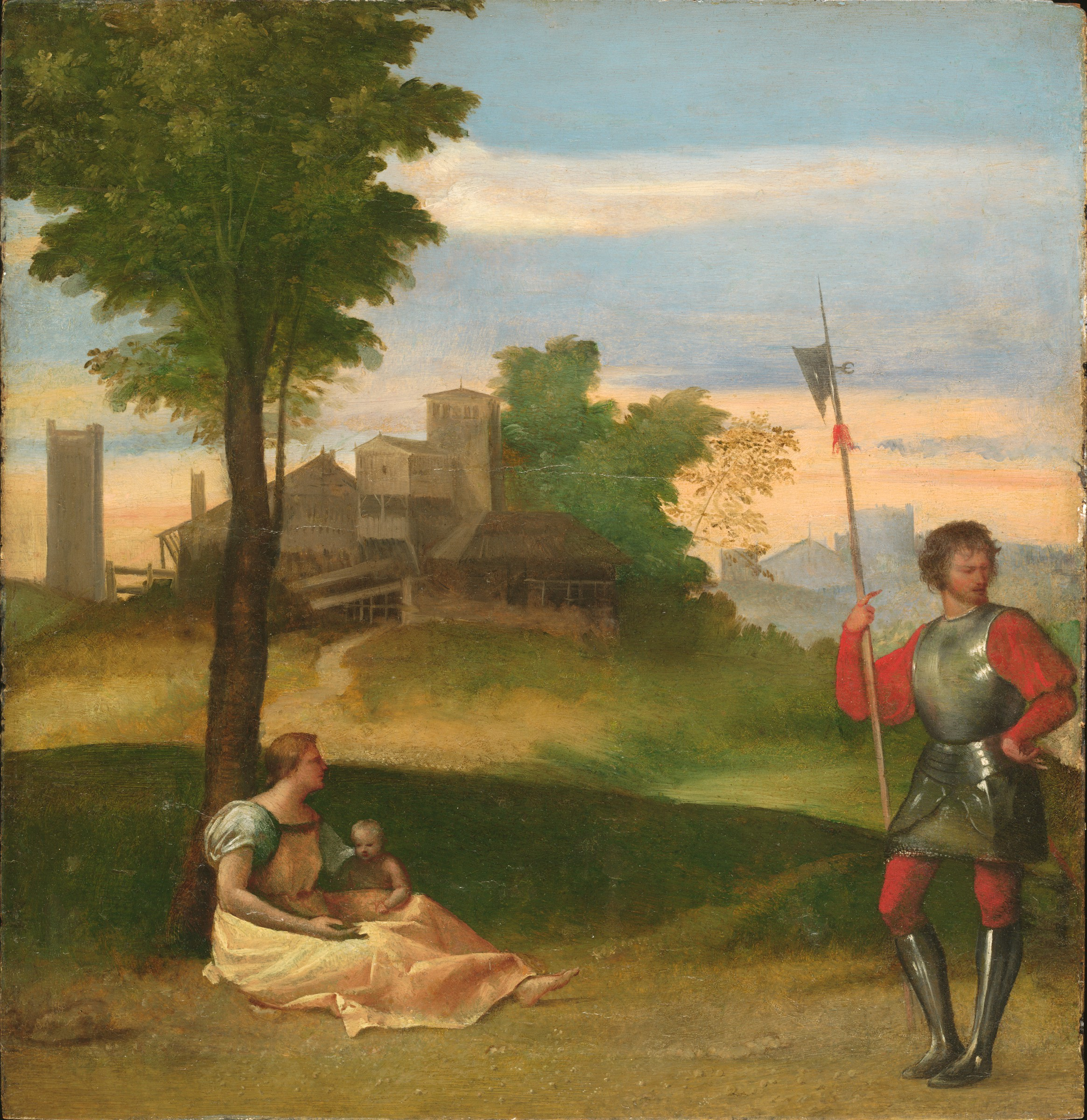
ティツィアーノ・ヴェチェッリオ, Rustic Idyll, 1507年-1508年
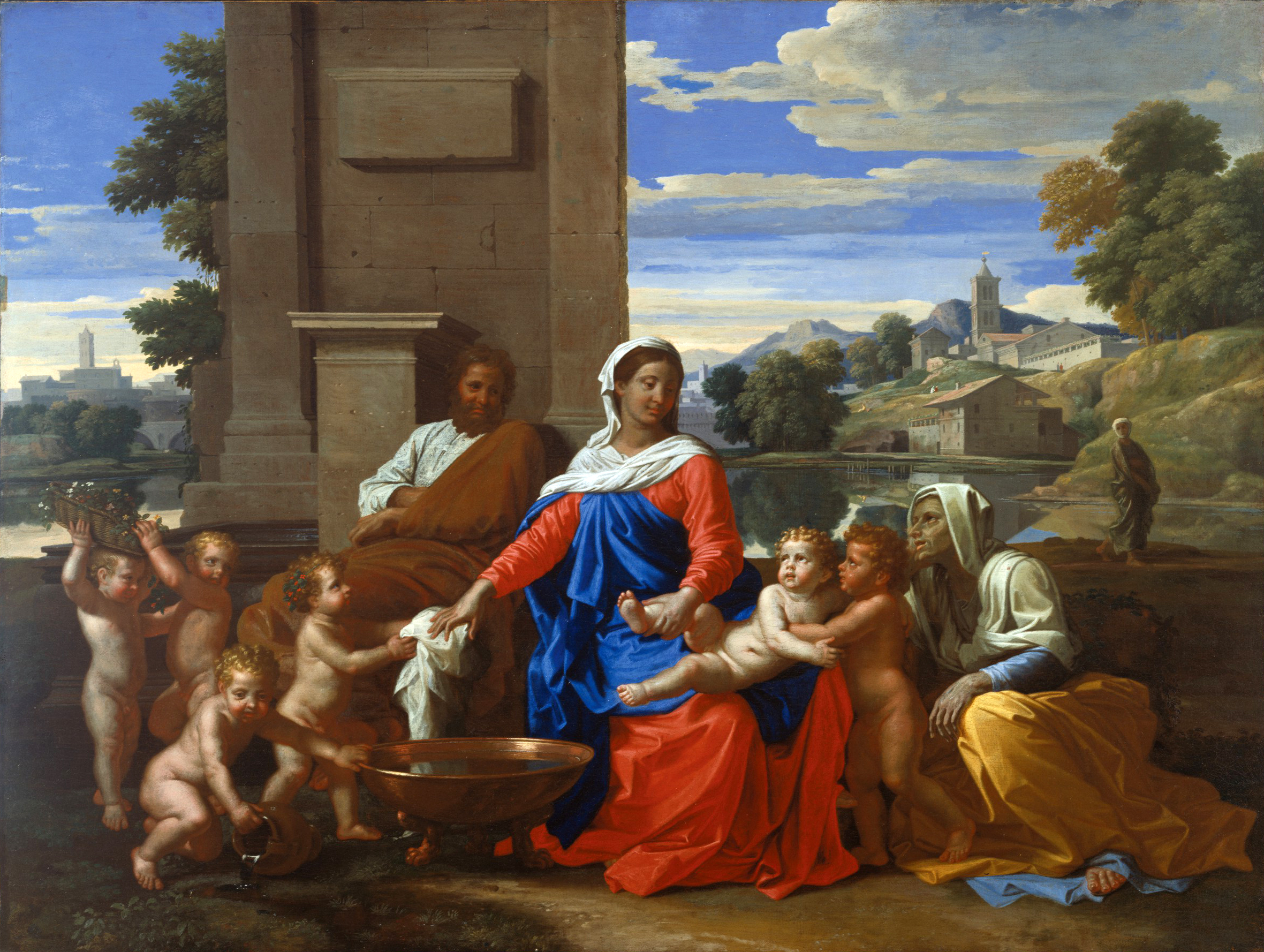
ニコラ・プッサン『聖家族と幼児洗礼者聖ヨハネ、聖エリサベト』1650年
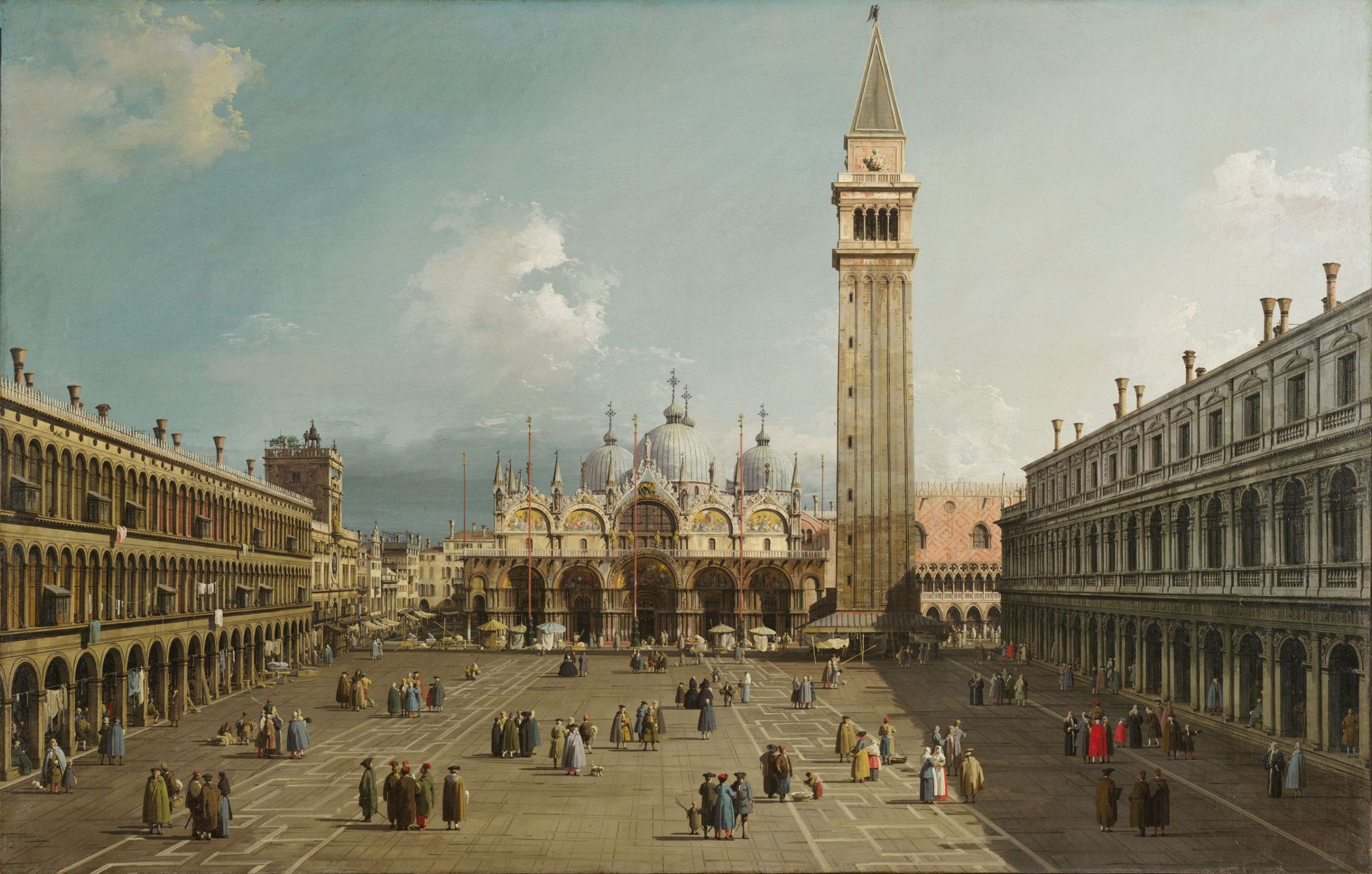
カナレット, Piazza San Marco, Venice, 1730年-1735年頃
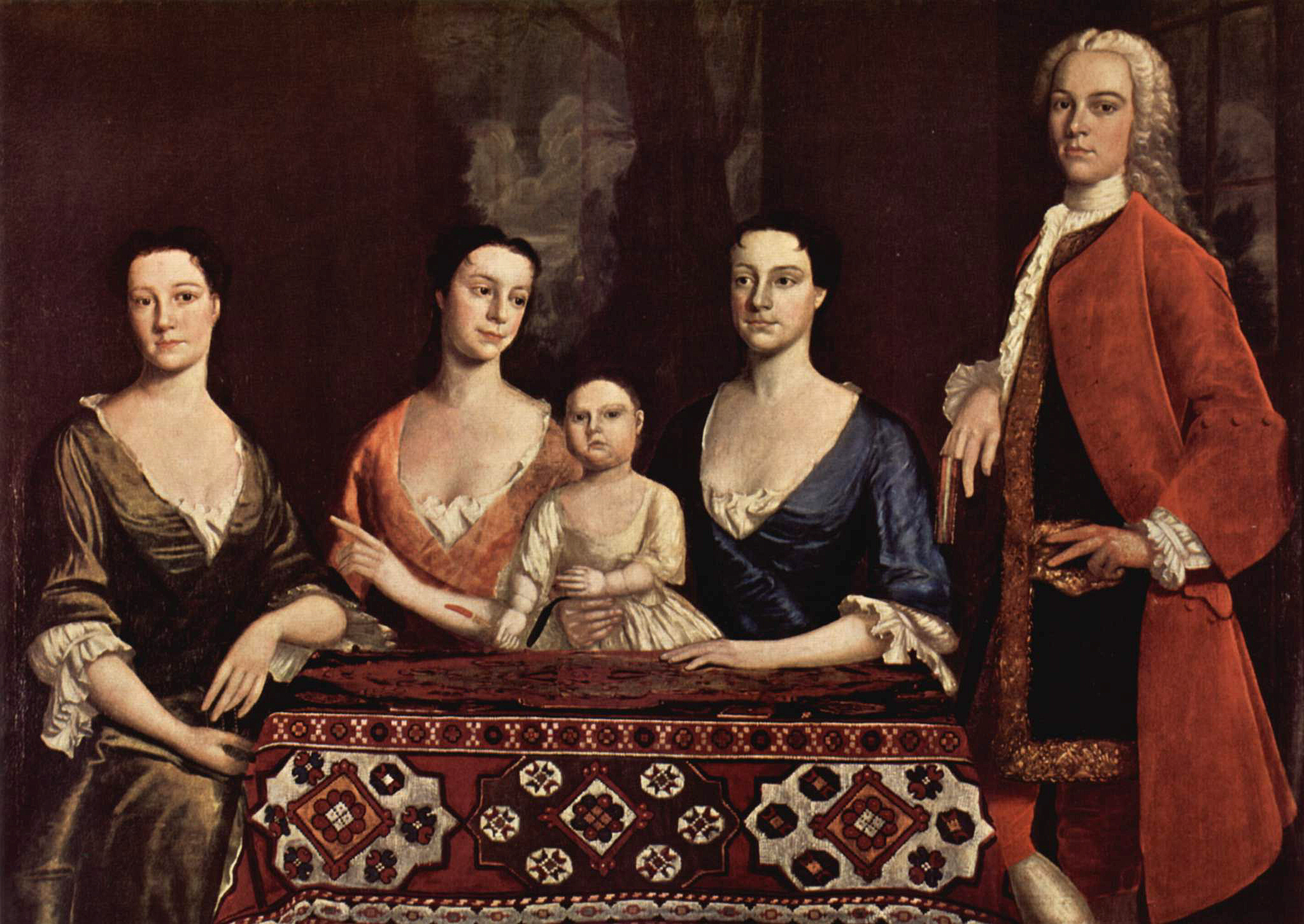
ロバート・フィーク,『アイザック・ロイヤルと家族の肖像画』,1741年
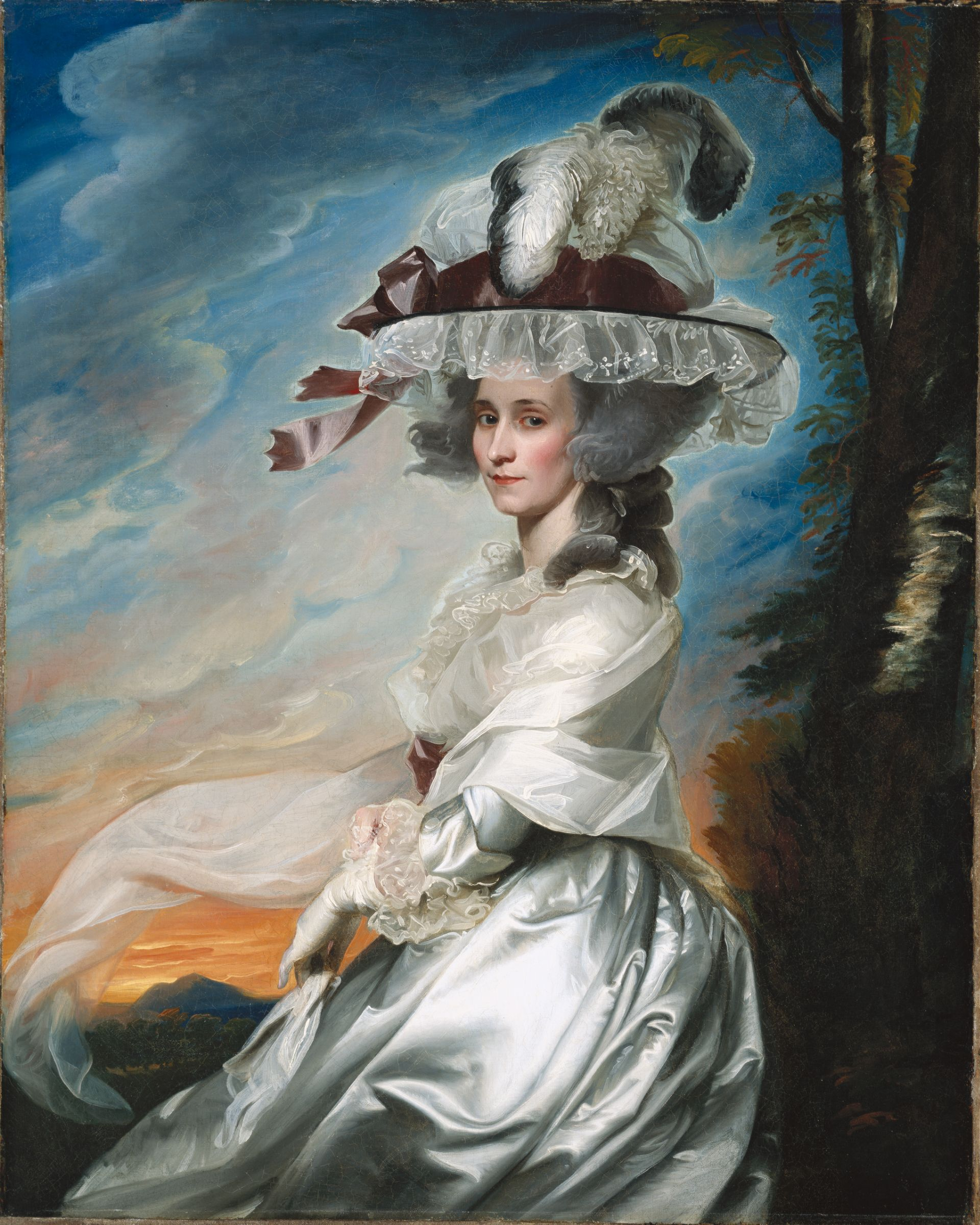
ジョン・シングルトン・コプリー, Mrs. Daniel Denison Rogers (Abigail Bromfield), 1784年
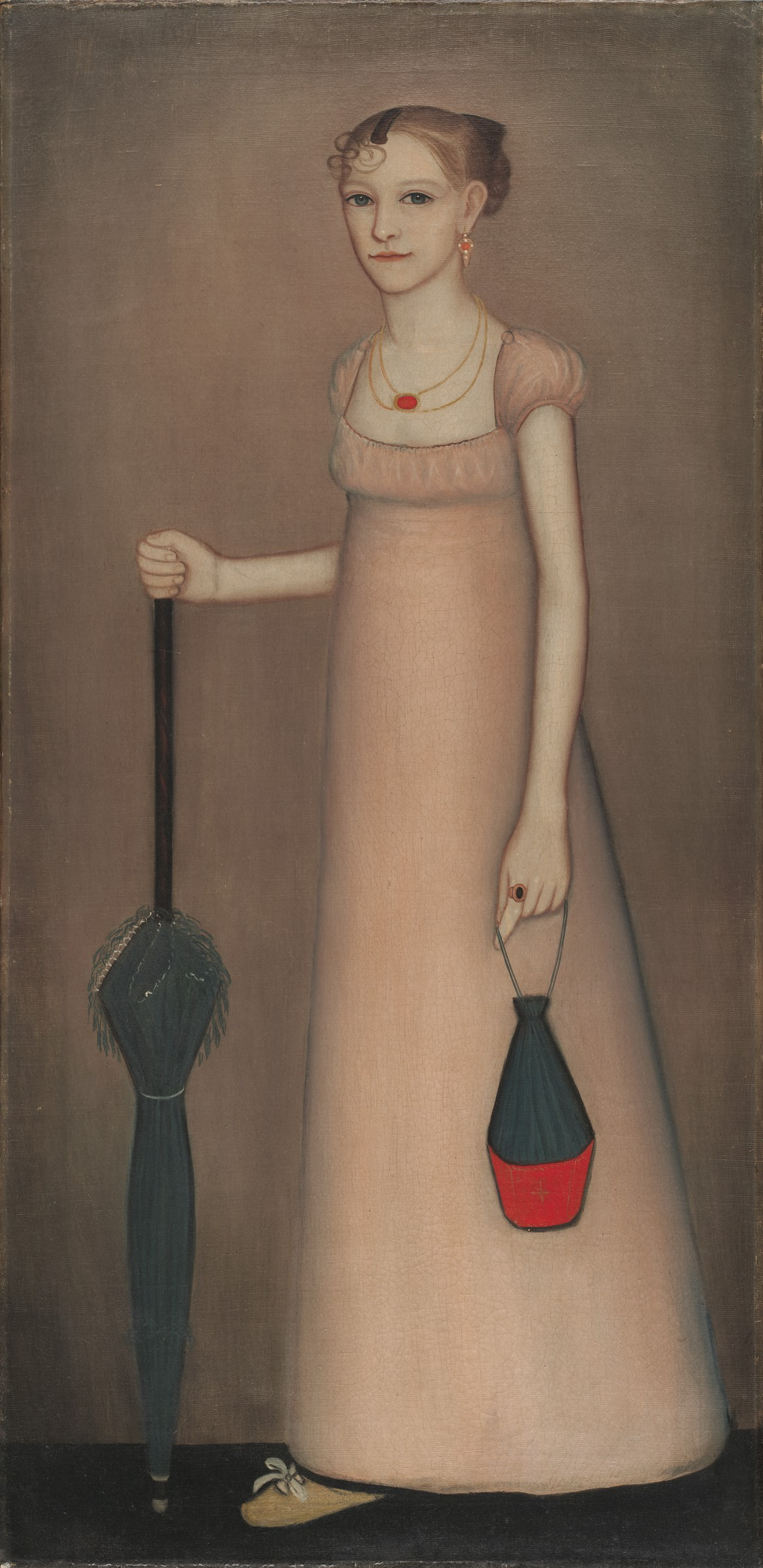
アンミ・フィリップス, Harriet Leavens, 1815年頃
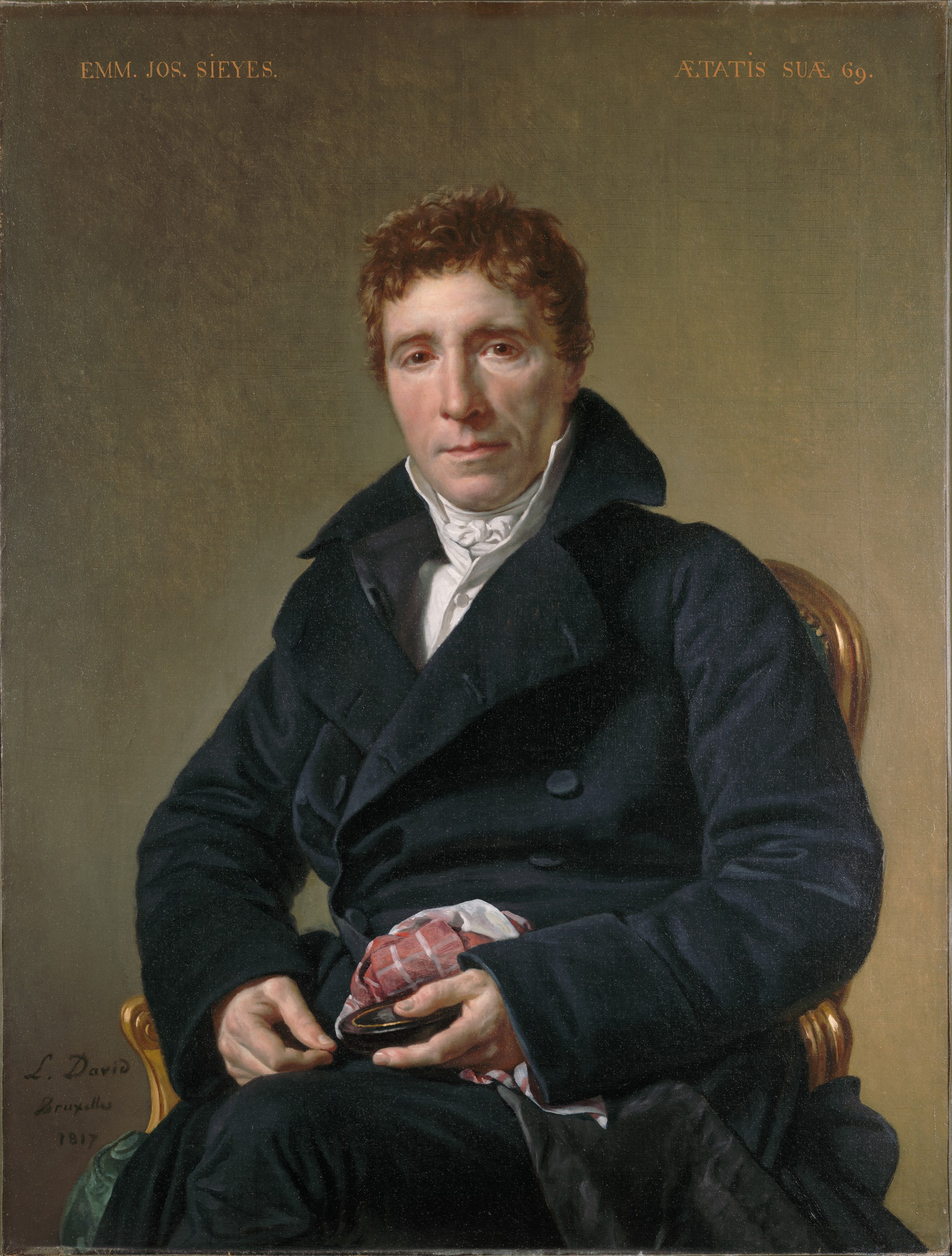
ジャック＝ルイ・ダヴィッド, Emmanuel Joseph Sieyès, 1817年
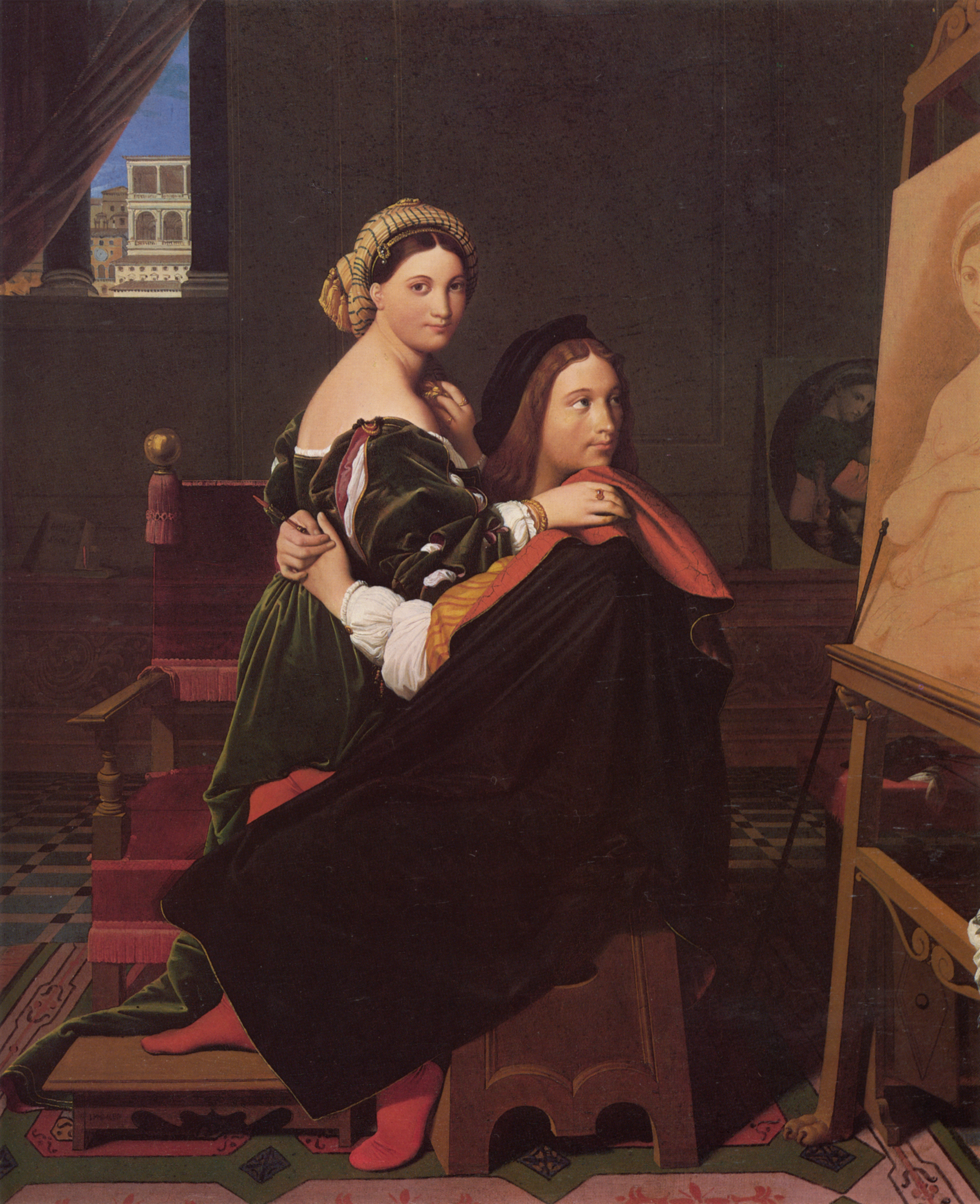
ドミニク・アングル『ラファエロとラ・フォルナリーナ』1814年頃
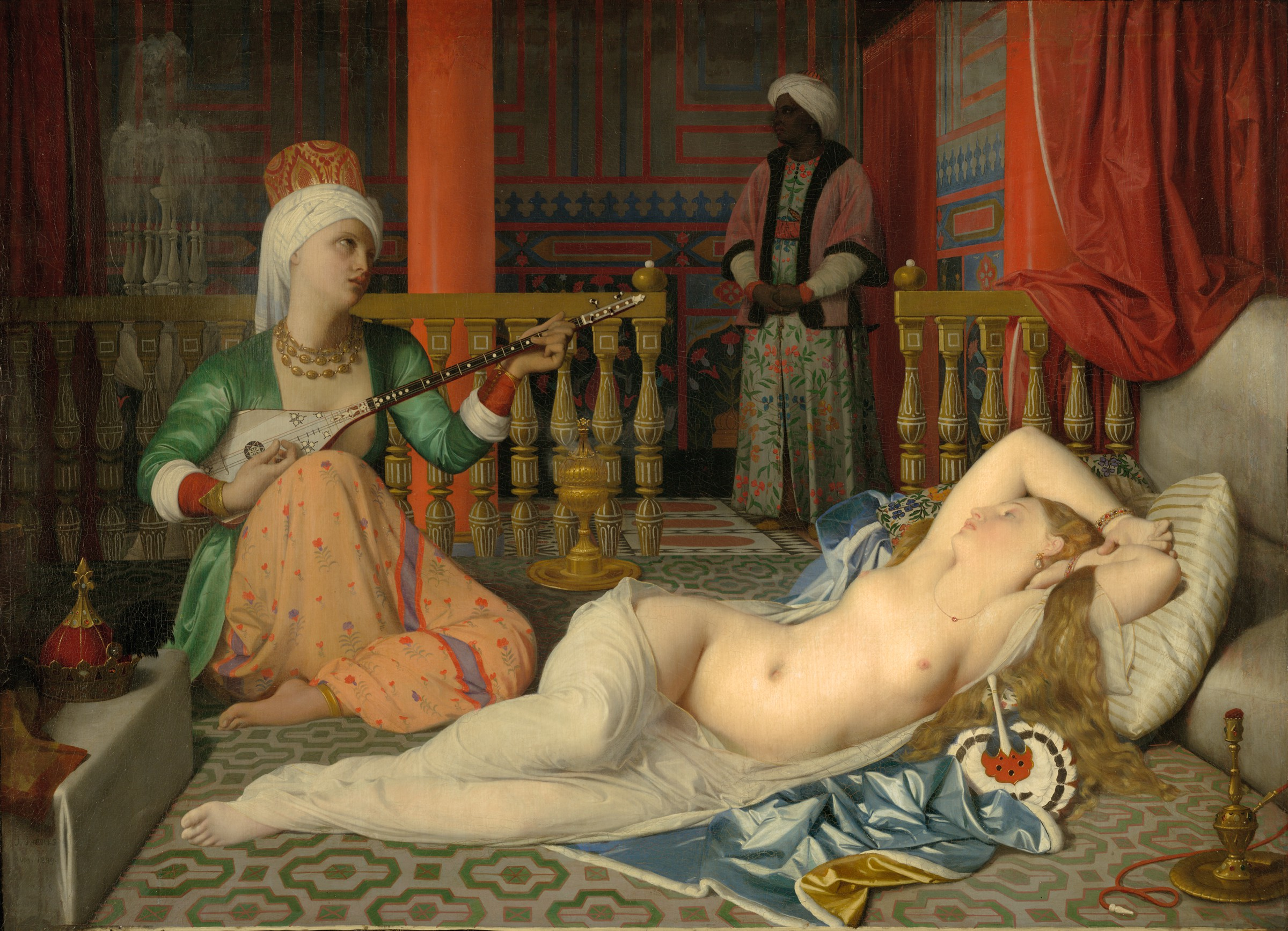
ドミニク・アングル『奴隷のいるオダリスク』1839年-1840年
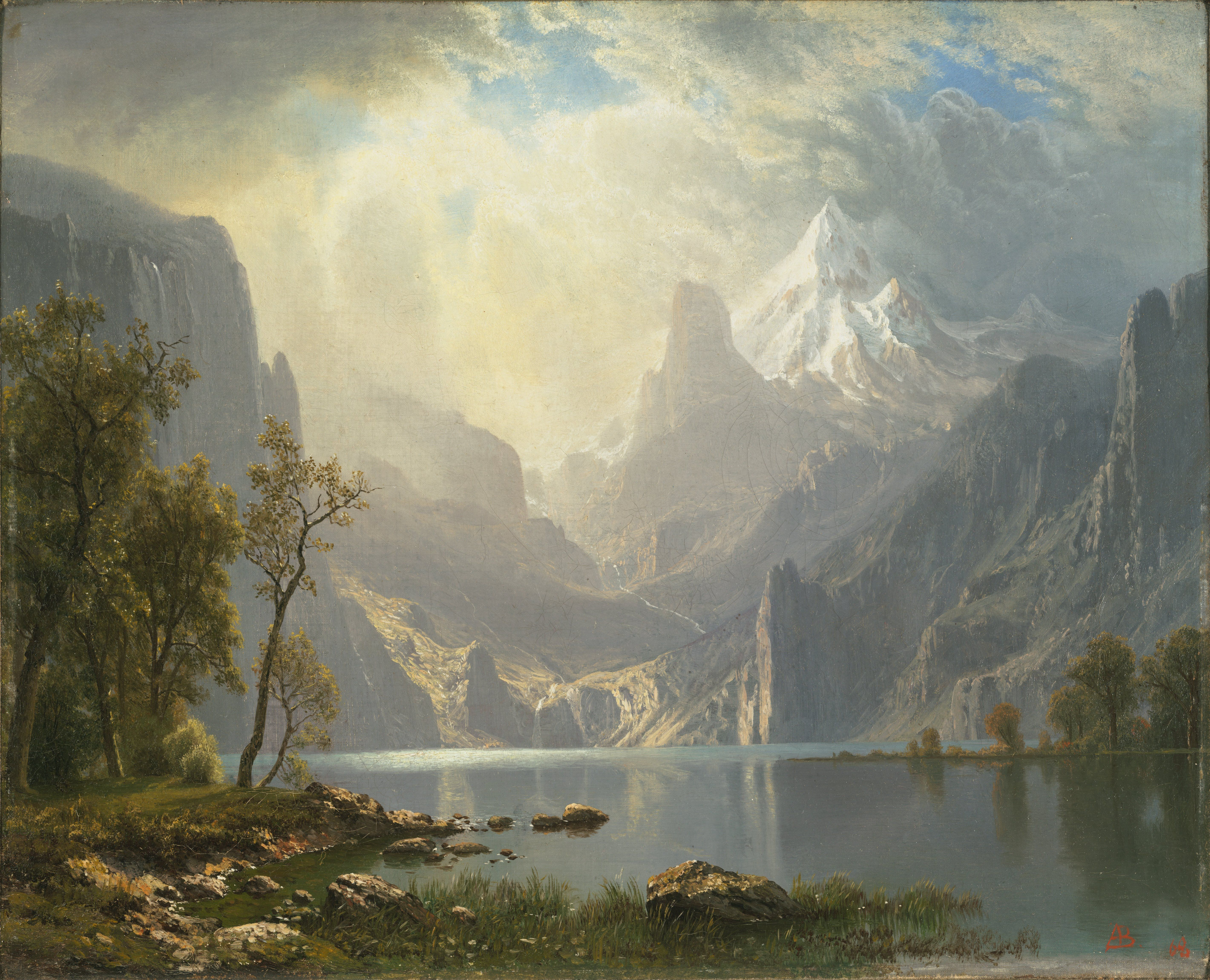
アルバート・ビアスタット, In the Sierras, 1868年
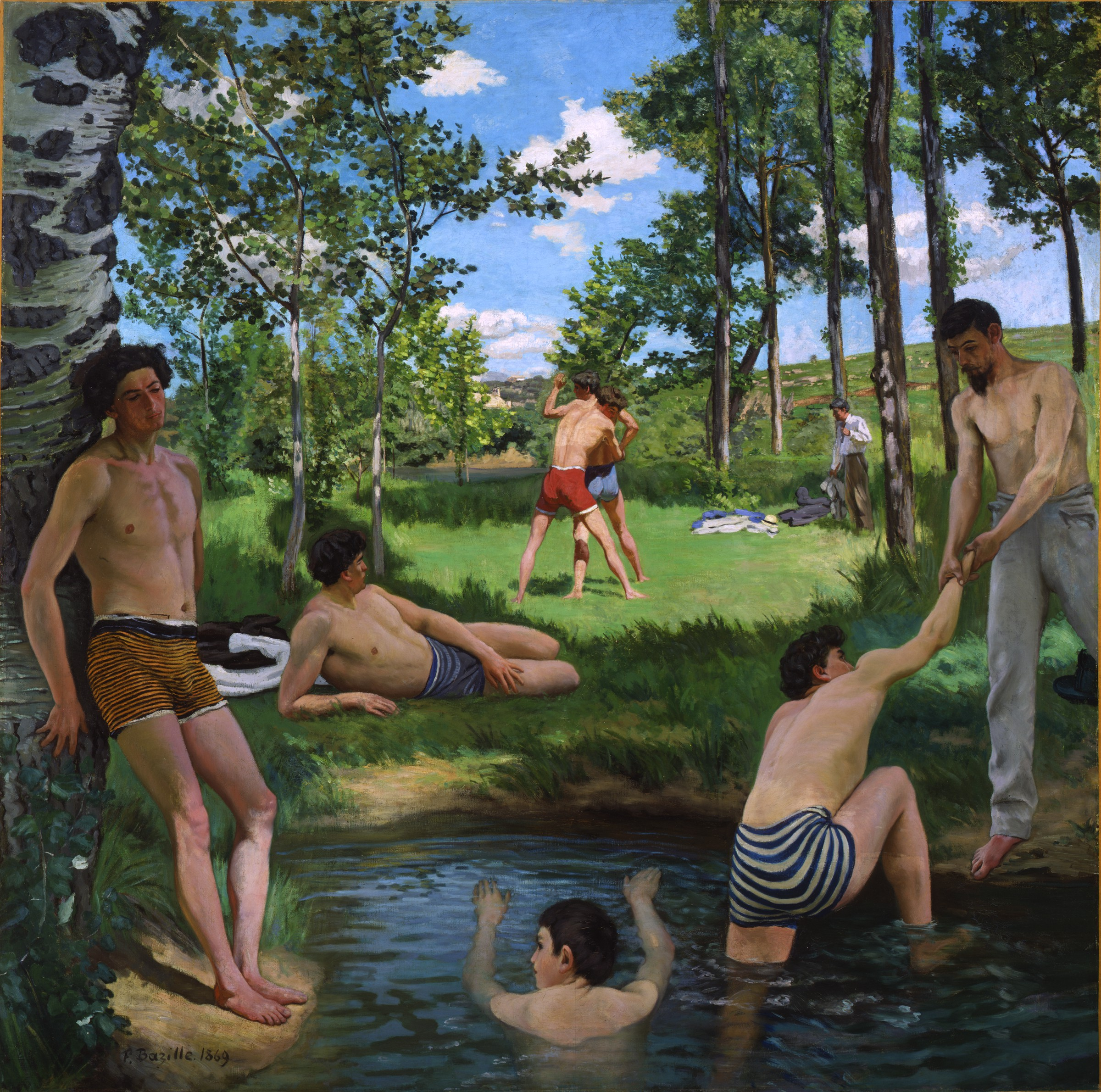
フレデリック・バジール『夏の光景』1869年
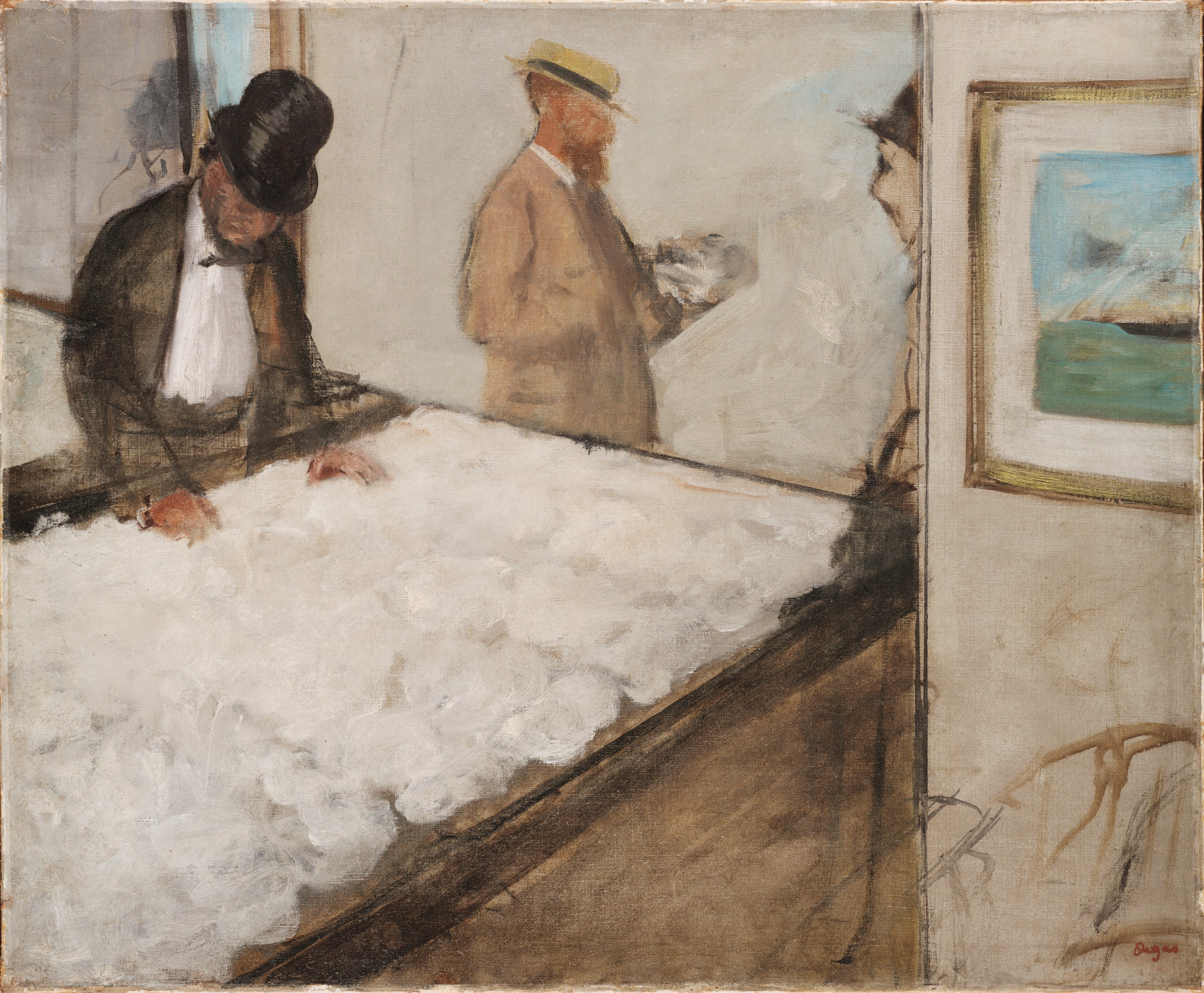
エドガー・ドガ, Cotton Merchants in New Orleans, 1873年
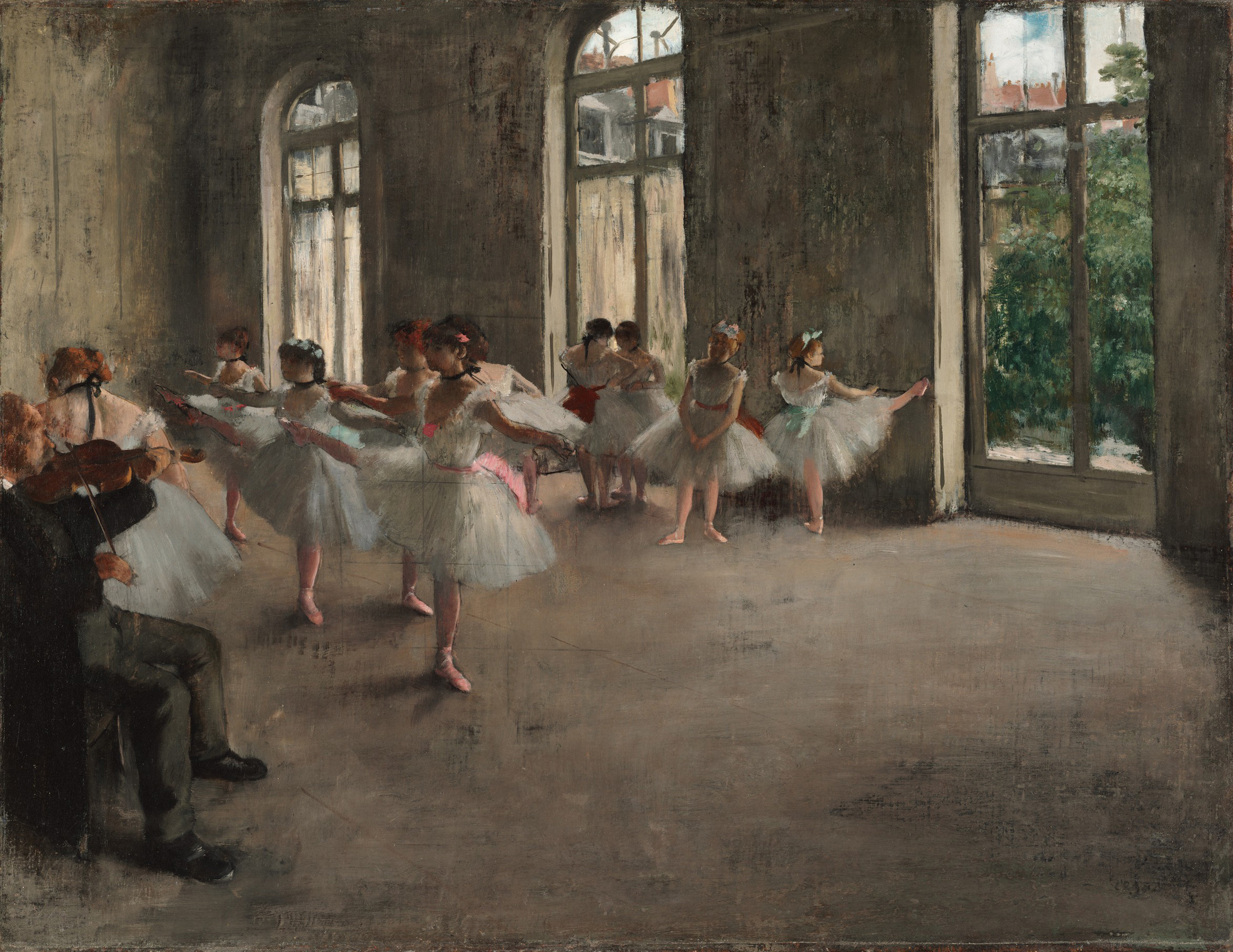
エドガー・ドガ, The Rehearsal, 1873年
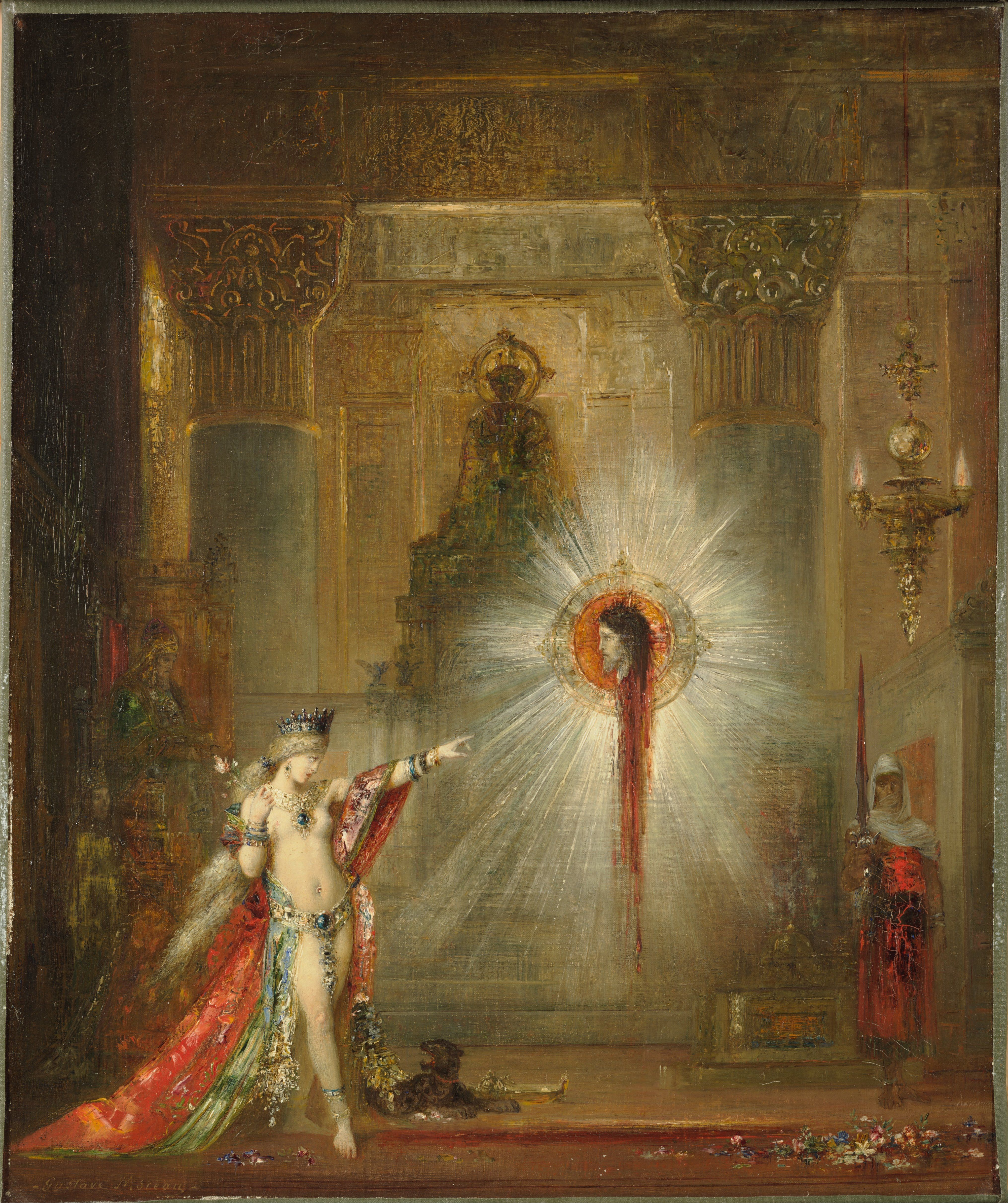
ギュスターヴ・モロー『出現』1876年-1877年
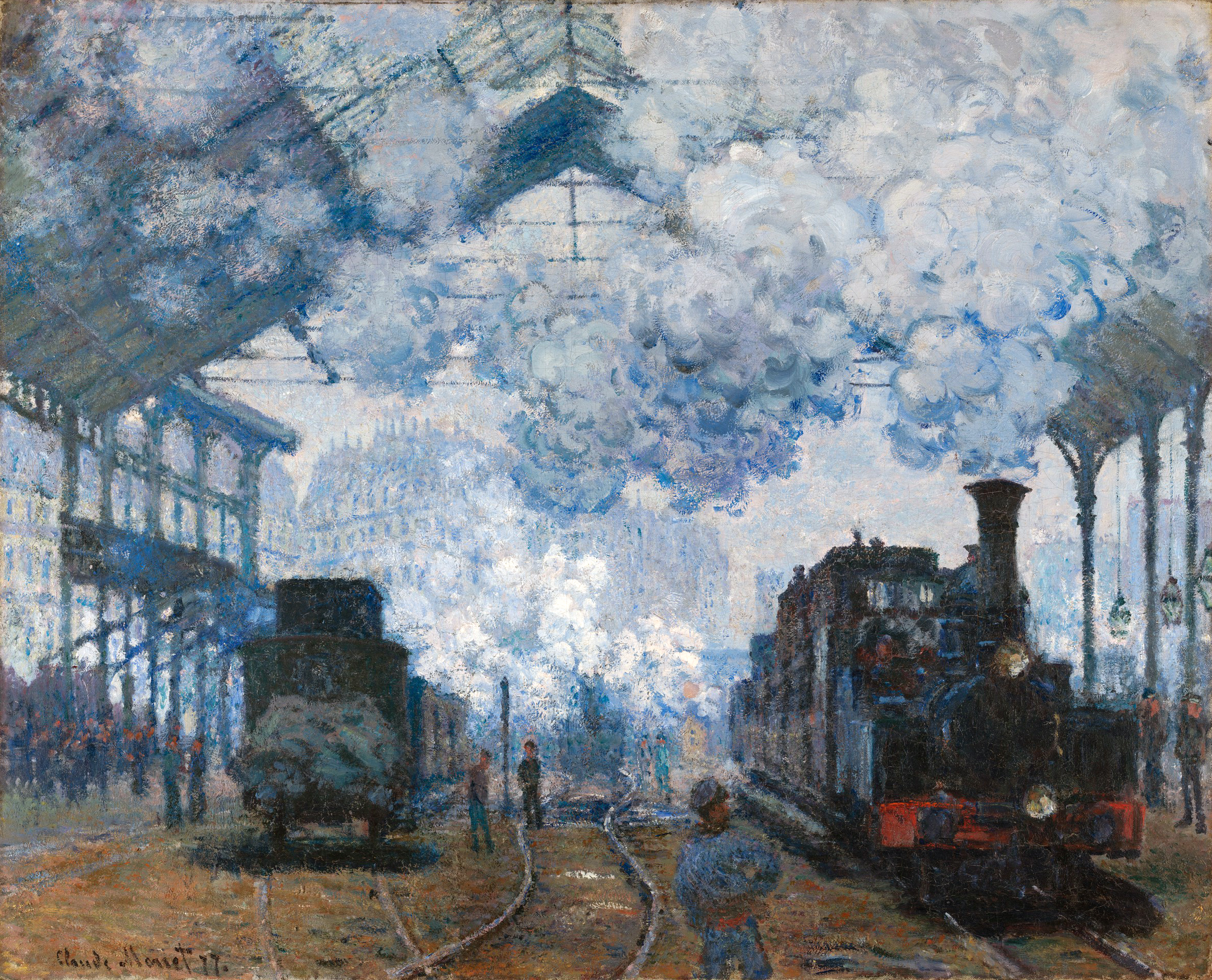
クロード・モネ,『サン・ラザール駅』1877年
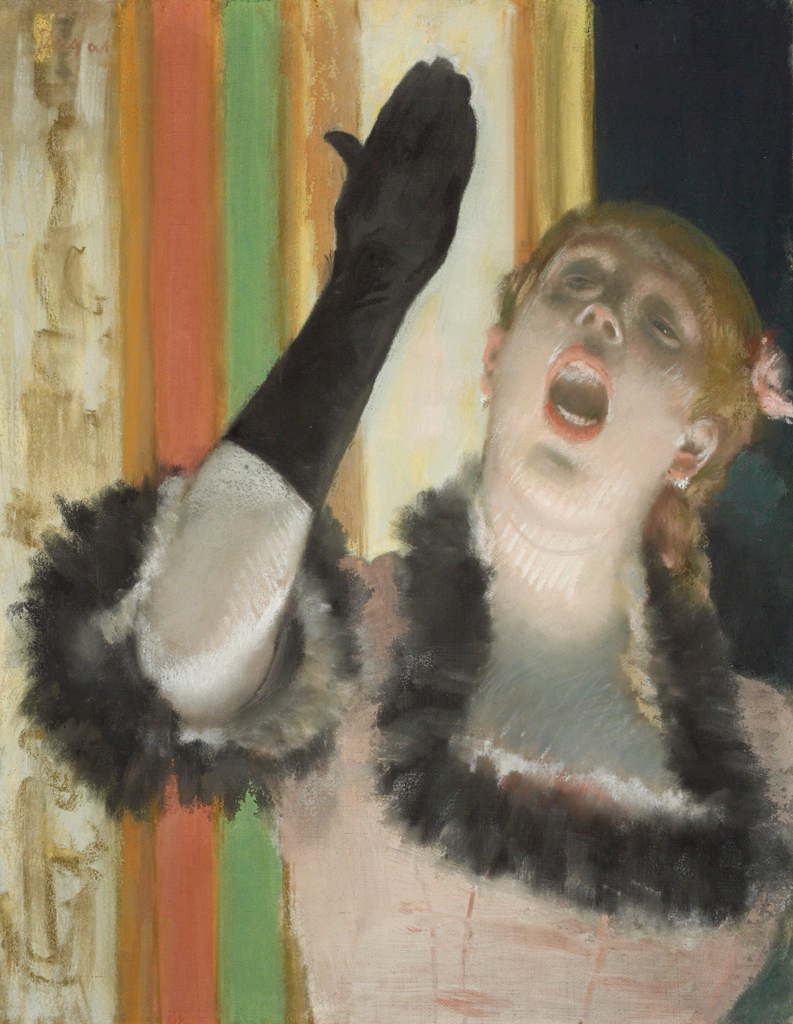
エドガー・ドガ, The Singer with the Glove, 1878年
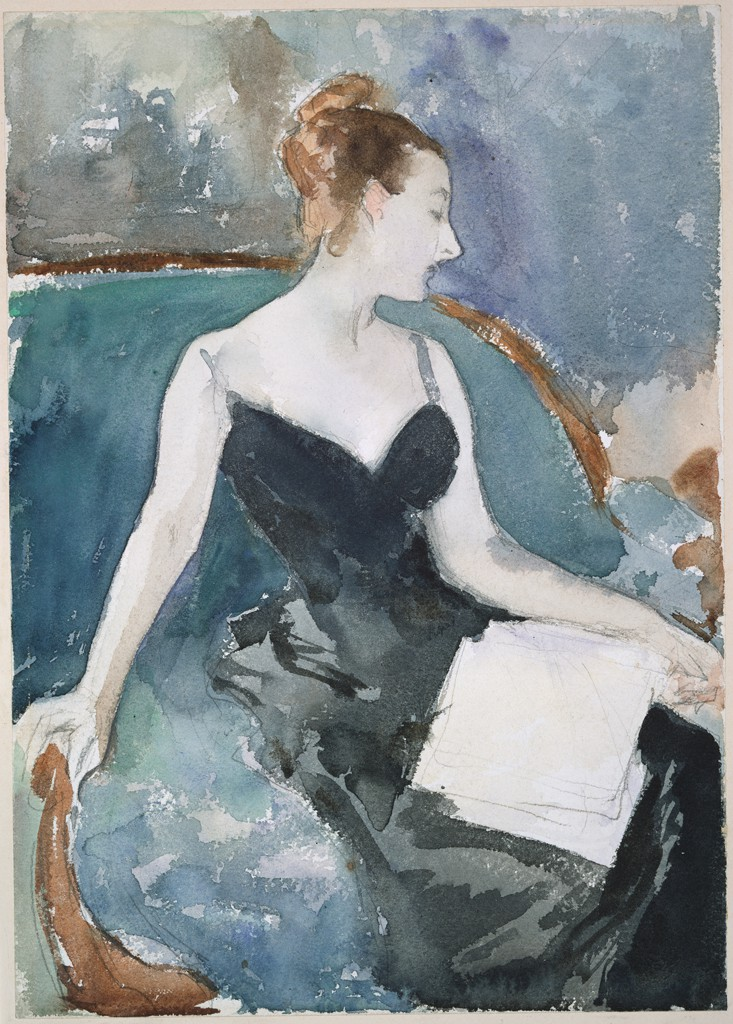
ジョン・シンガー・サージェント, Madame Gautreau (Madame X), 1883年頃
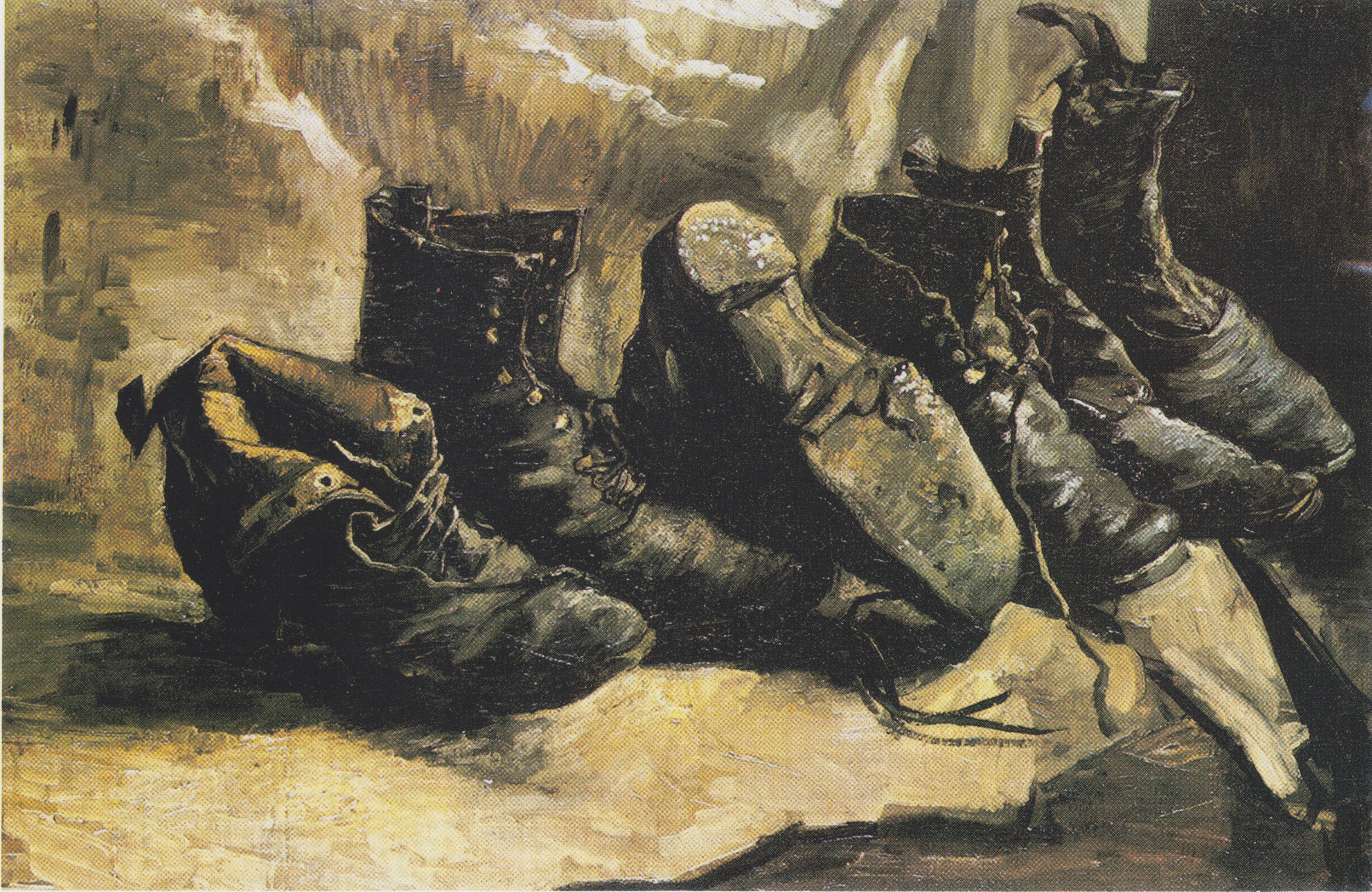
フィンセント・ファン・ゴッホ, Three Pairs of Shoes, 1886年
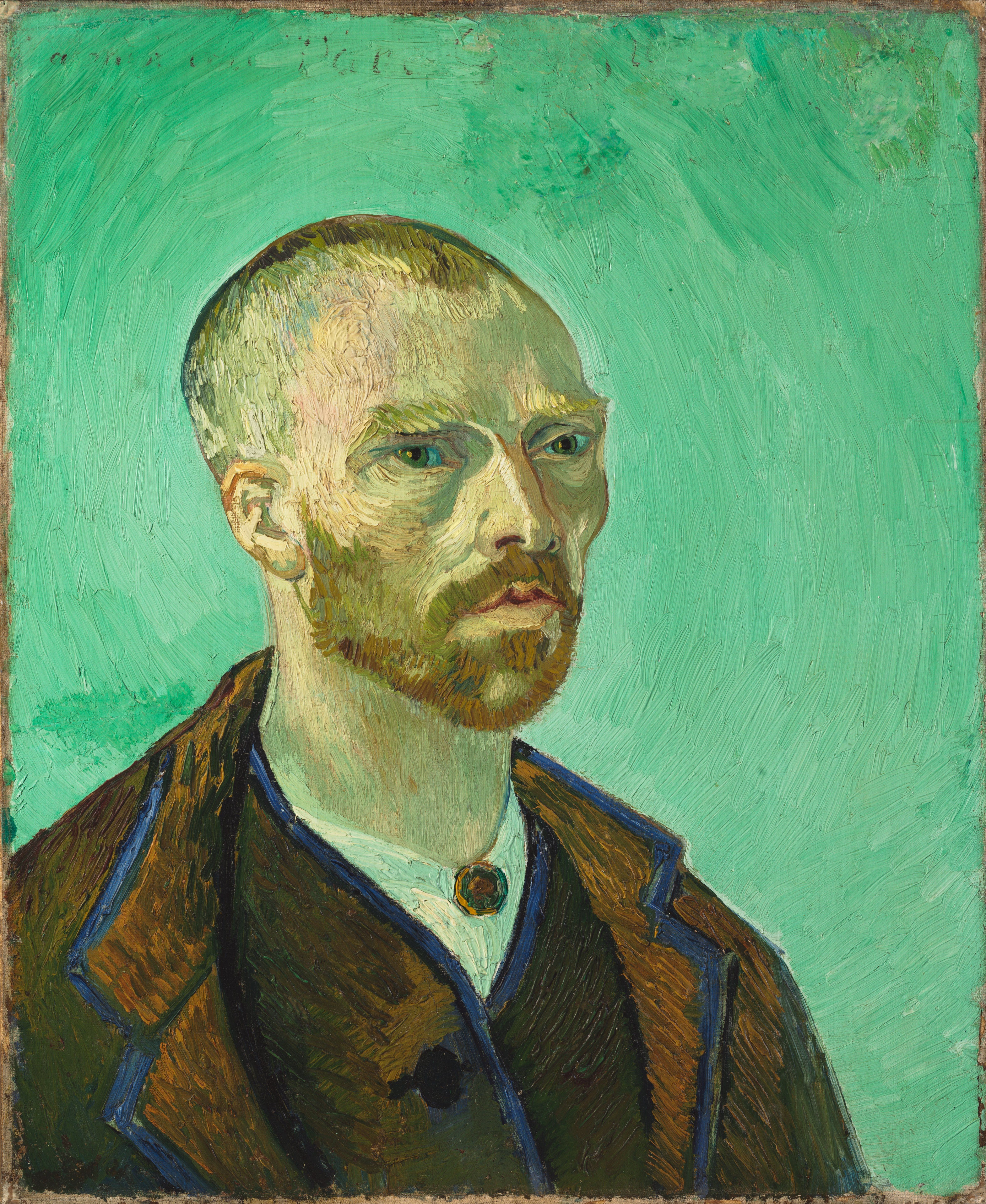
フィンセント・ファン・ゴッホ『坊主としての自画像』1888年
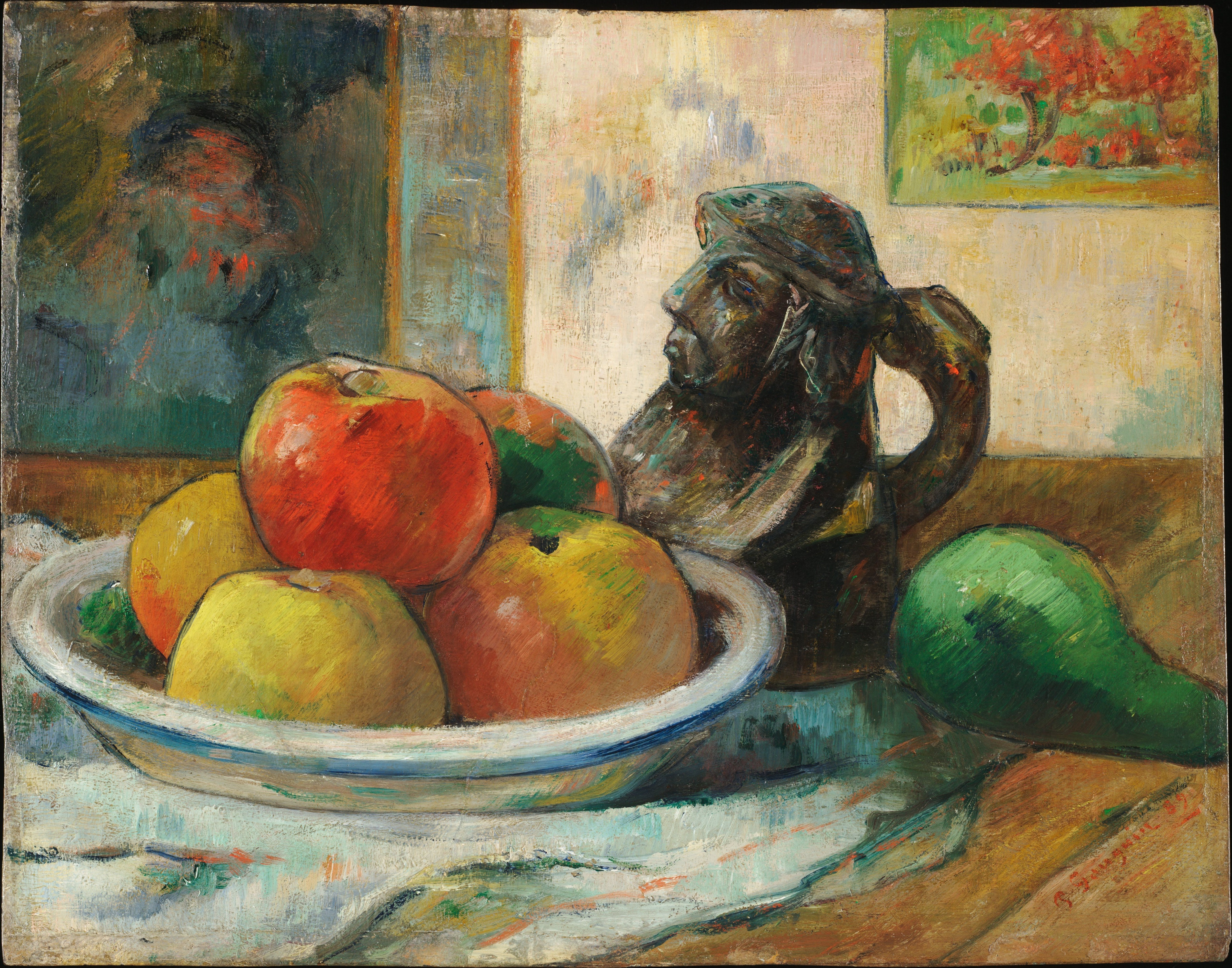
ポール・ゴーギャン, Still Life with Apples, a Pear, and a Ceramic Portrait Jug, 1889年
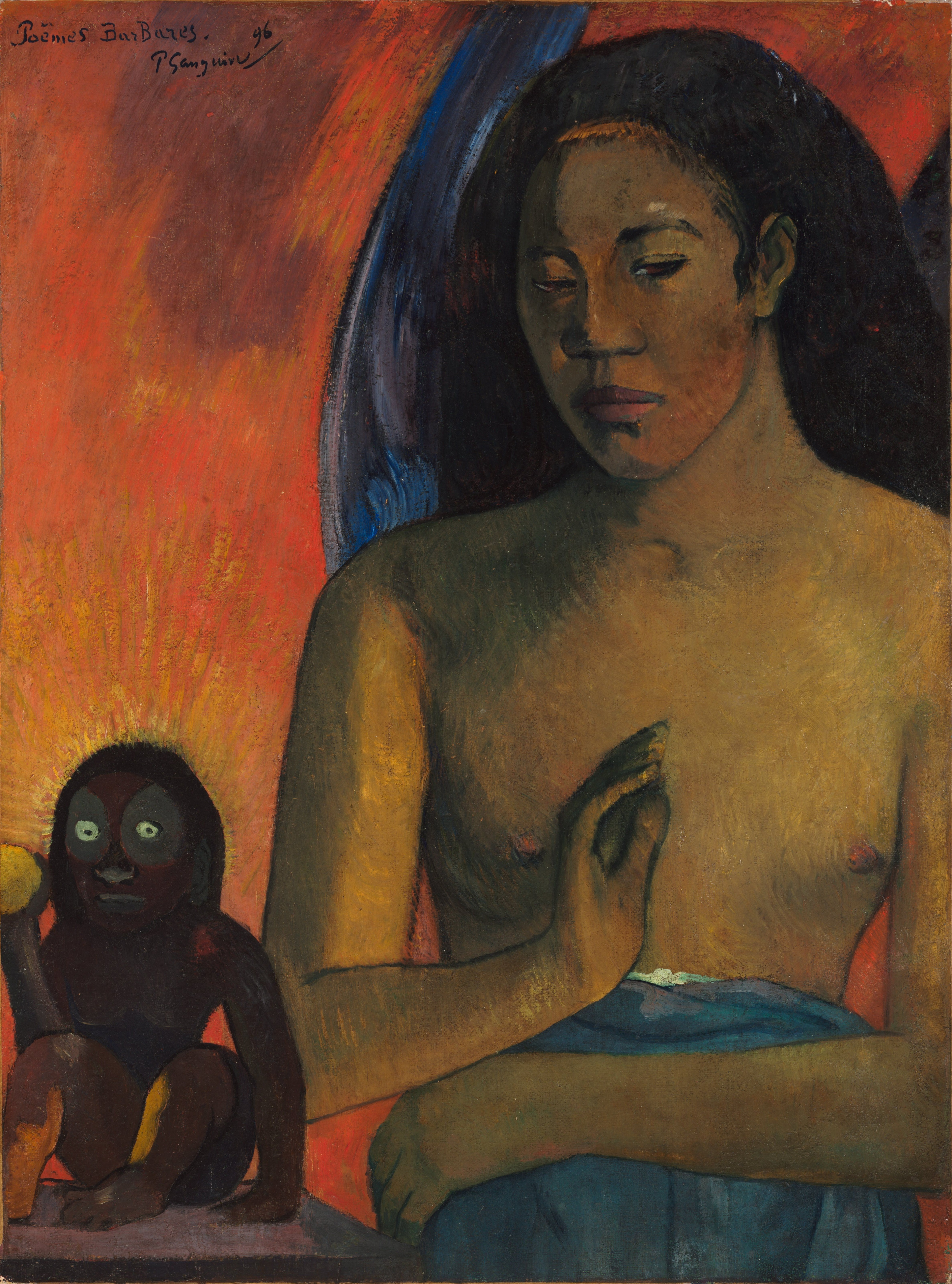
ポール・ゴーギャン, Poèmes barbares, 1896年
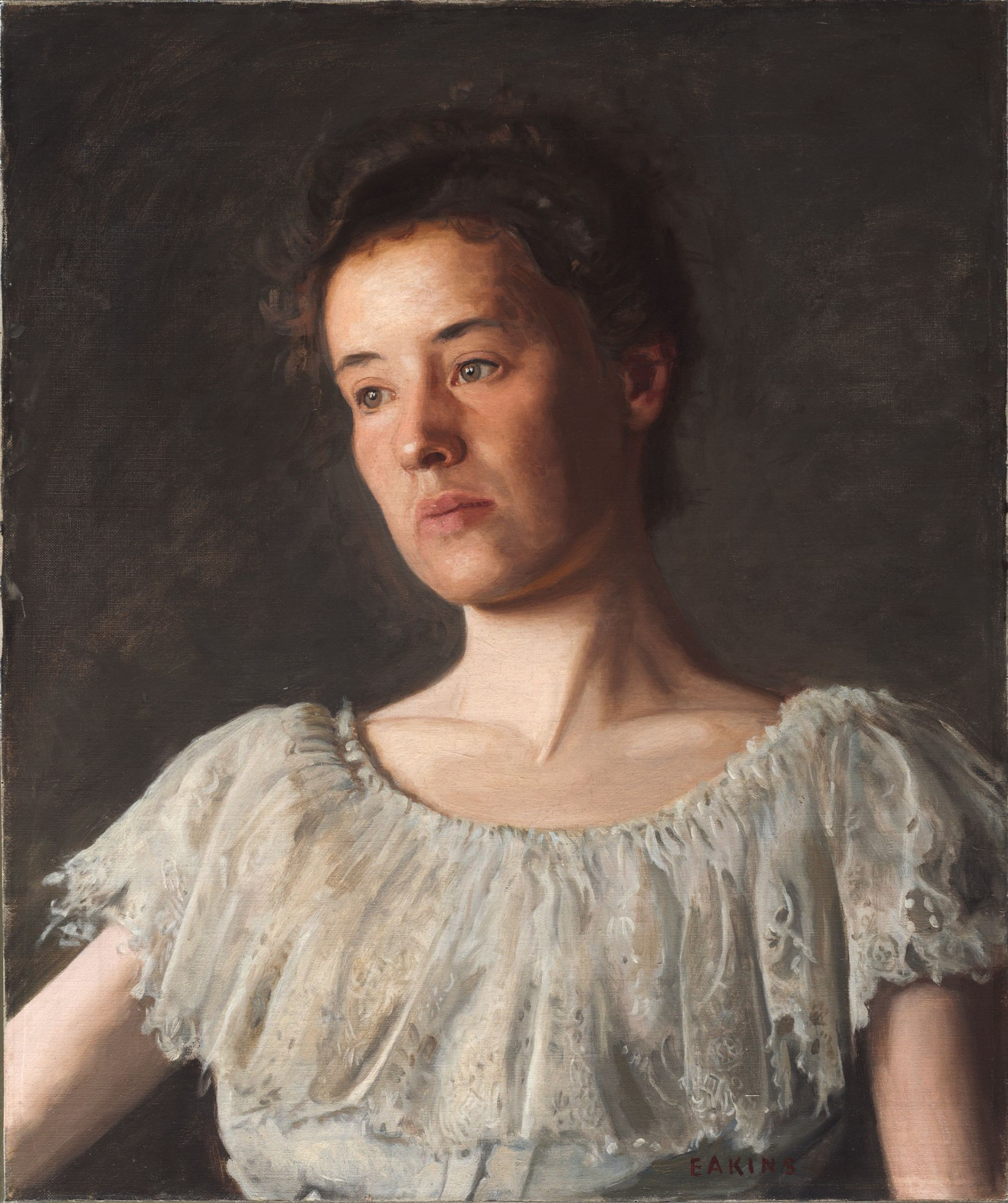
トマス・エイキンズ, Miss Alice Kurtz, 1903年